# Limit Rock
Der Limit Rock (von englisch limit ‚Grenze, Äußerstes‘, in Argentinien und Chile Roca Límite) ist ein vom Meer überspülter Klippenfelsen im Archipel der Südlichen Shetlandinseln. Er liegt 3 km östlich des North Foreland von King George Island.
Wissenschaftler der britischen Discovery Investigations kartierten ihn 1937. Sie benannten ihn so, weil er den östlichen Ausläufer eines Gebiets aus Untiefen um das North Foreland markiert.